# Hawker Nimrod
Ne doit pas être confondu avec le Hawker Siddeley Nimrod, un avion de patrouille maritime quadriréacteur des années 1970.
Le Hawker Nimrod est un avion militaire de l'entre-deux-guerres britannique. Ce biplan construit par Hawker Aircraft Ltd au début des années 1930 a servi comme avion de chasse dans la Fleet Air Arm, composante aéronautique navale de la Royal Navy. Il dérivait d'un avion terrestre, le Hawker Fury.

## Conception
Le Hawker Nimrod remplaça en 1932 le Fairey Flycatcher tant aimé de ses utilisateurs, après dix ans de bons et loyaux services. C'était la version navale de l'intercepteur terrestre Hawker Fury fort apprécié par la Royal Air Force qui le mettait en œuvre. Il en constituait une version améliorée : il emportait plus de carburant et avait une surface alaire plus grande. C'était l'époque de la fabrication en acier et duralumin, avec entoilage. Le bois et la colle disparaissaient rapidement de la construction des avions. le revêtement anodisé des structures d'aluminium devenait une pratique courante pour leur production.

## Engagements
Le Nimrod était très semblable au chasseur biplace Hawker Osprey, du même constructeur. Ces deux avions ont été les préférés sur les porte-avions britanniques des années 1930. Ils avaient une faible charge alaire, un bon rapport puissance-poids et une bonne maniabilité en voltige, qui faisaient du vol de groupe un plaisir. Les nombreuses photos de vols groupés prises vers le milieu des années 1930 en attestent : la plupart représentent des Nimrod ou des Osprey de l'aéronautique navale, ou leurs congénères terrestres Hawker Fury et Hawker Hart.
Les Osprey avaient été conçus pour accompagner les Nimrod dans leurs vols prolongés au-dessus de la mer. Mais en fait ils n'étaient pas assez rapides pour voler de conserve avec les Nimrod. Le Nimrod était propulsé par le Rolls-Royce Kestrel II développant 590 ch, alors que le Osprey avait un Rolls-Royce Kestrel V de 640 ch. Malgré cette faible différence de puissance, l'Osprey était surclassé de si loin par le Nimrod qu'on jugea peu prudent de faire voler ensemble ces deux types d'appareils pour la navigation ou à d'autres fins.
Comme son prédécesseur le Fairey Flycatcher, le Nimrod fit une longue et heureuse carrière dans la Fleet Air Arm. Il ne fut remplacé qu'en 1939 par le monoplan Blackburn Skua. Certains Nimrod furent conservés jusqu'en 1941 comme remorqueurs de cibles.

## Variantes
Le Hawker Nimrod fut construit pour la Fleet Air Arm soit avec des roues, soit avec des flotteurs.